# サンガリオス

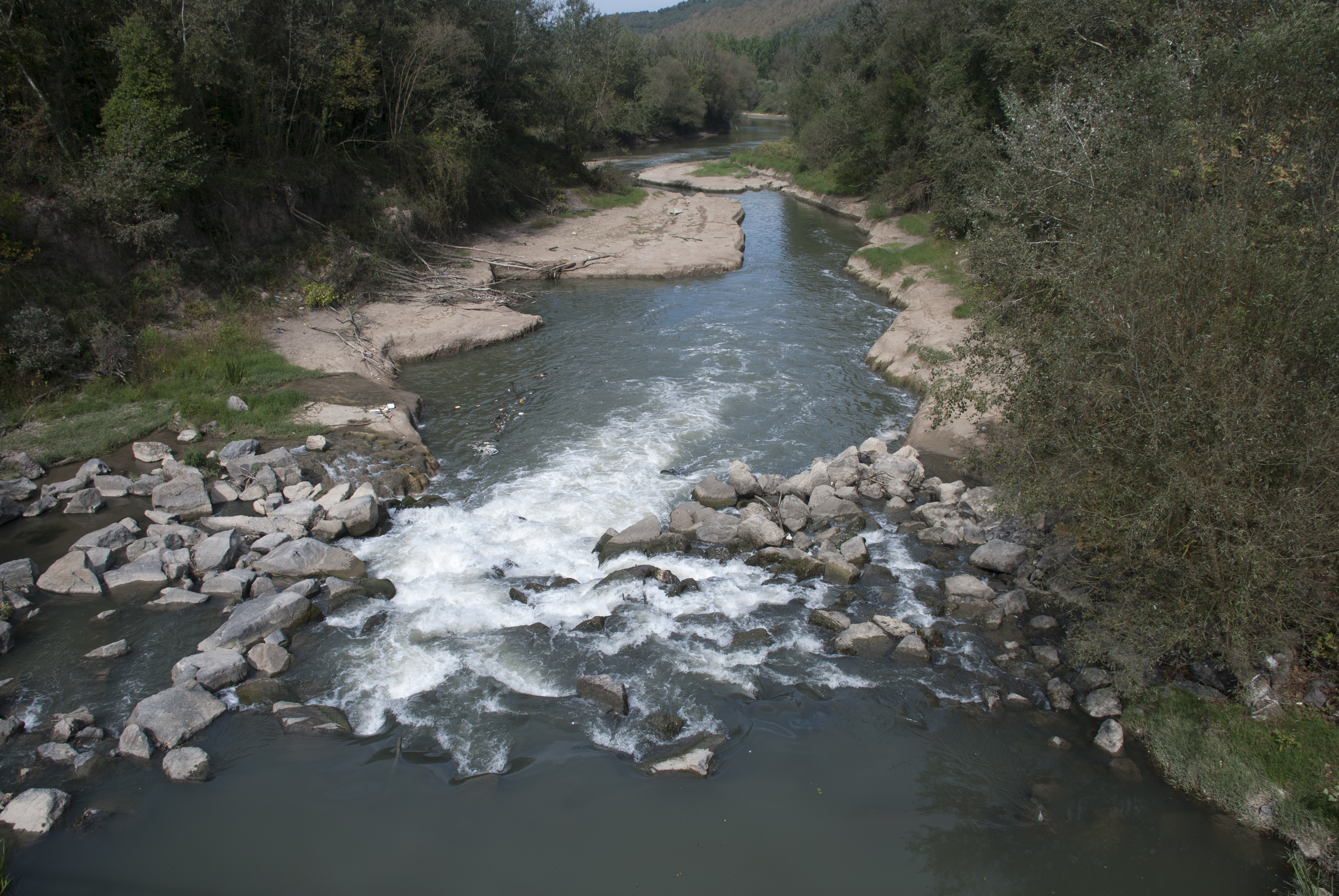
サンガリオス川（サカリヤ川）。

サンガリオス（古希: Σαγγάριος, Sangarios, 英: Sangarius）は、ギリシア神話の神である。大洋神オーケアノスとテーテュースの息子の1人で、小アジアのサンガリオス川（現在のサカリヤ川）の河神である。サンガリオス川はプリュギア地方やビーテューニア地方を流れて黒海に注ぐ。一説によるとメトーペーとの間にトロイア王プリアモスと結婚したヘカベーをもうけた。さらにパウサニアースによると、サンガリオスの娘（ナナ）から美青年（アッティス）が生まれ、アグディスティスから愛されたという。サンガリオス川の名はレアーに罰せられて川になったサンガス(Sangas)に由来するとも言われる。